# Dieta de desintoxicació
Les dietes de desintoxicació o dietes de depuració (en anglès dietes detox) són plans dietètics que afirmen tenir efectes desintoxicants. La idea general suggereix que la majoria dels aliments contenen contaminants: ingredients considerats innecessaris per a la vida humana, com ara potenciadors del sabor, colorants alimentaris, pesticides i conservants. Científics, dietistes i metges, tot i que generalment consideren que les "dietes de desintoxicació" breus són inofensives (altrament provocarien una deficiència nutricional), sovint disputen el valor i la necessitat de les "dietes de desintoxicació", a causa de la manca d'evidència dels seus efectes o d'una justificació coherent. En els casos en què una persona pateixi una malaltia, la creença en l'eficàcia d'una dieta de desintoxicació pot provocar un retard o la manca de cercar un tractament efectiu.
Les dietes de desintoxicació poden implicar consumir conjunts extremadament limitats d'aliments (només aigua o suc, per exemple, una forma de dejuni conegut com a dejuni de sucs), eliminant certs aliments (com els greixos) de la dieta, els aliments ultraprocessats i els suposats irritants. Les dietes de desintoxicació sovint són riques en fibra. Els defensors afirmen que això fa que el cos cremi els greixos emmagatzemats acumulats, alliberant "toxines" emmagatzemades en els greixos a la sang, que després es poden eliminar a través de la sang, la pell, l'orina, la femta i l'alè. Els defensors afirmen que coses com una olor corporal alterada donen suport a la idea que les dietes de desintoxicació tenen un efecte. La visió mèdica principal és que el cos té mecanismes per desfer-se de toxines, i una dieta saludable és la millor per al cos. A curt termini, aquesta dieta de desintoxicació pot conduir a la pèrdua de pes, a causa a l'estricta restricció calòrica, però després de tornar a una dieta normal hi ha un augment de pes. Encara que és poc probable que un dejuni breu d'un sol dia causi dany, el dejuni prolongat (com recomanen certes dietes de desintoxicació) pot ser perillós per a la salut o fins i tot pot ser mortal.